# Arabodesis reductiseta
Arabodesis reductiseta är en tvåvingeart som beskrevs av Merz och Dawah 2005. Arabodesis reductiseta ingår i släktet Arabodesis och familjen borrflugor. Inga underarter finns listade.